# John Sanderson
John Sanderson, avstralski general in politik, * 4. november 1940, Geraldton.
Sanderson je bil načelnik Generalštaba Avstralske kopenske vojske (1995–1997), načelnik Avstralske kopenske vojske (1997–1998) in guverner Zahodne Avstralije (2000–2006).